# Волковское (Карагандинская область)
Во́лковское (каз. Волковское) — село в Бухар-Жырауском районе Карагандинской области Казахстана, входит в состав Каражарского сельского округа. 

## География
Населённый пункт расположен на западе района, на левом берегу реки Нура, в 1,4 километрах (по автодороге) к северо-западу от административного центра сельского округа села Каражар, в 128 километрах к юго-западу от районного центра посёлка Ботакара и в 58 километрах к западу от областного центра города Караганда. Соседние населённые пункты: Актобе в 3 километрах к западу, Асыл в 7,9 километрах к востоку. Транспортное сообщение осуществляется автомобильной дорогой областного значения КМ-3 «Новодолинка—Шахан—Жанаталап км 0-34». Высота центра населённого пункта — 465 метров над уровнем моря. 

## Население
| Численность населения | Численность населения | Численность населения | Численность населения |
| 1989                  | 1999                  | 2009                  | 2021                  |
| --------------------- | --------------------- | --------------------- | --------------------- |
| 330                   | ↘238                  | ↘212                  | ↘139                  |

национальный состав
Процентное соотношение численно-преобладающих национальностей села согласно переписи населения 1989 года:
| Национальность | Процентное соотношение |
| -------------- | ---------------------- |
| русские        | 62 %                   |
| другие         | 38 %                   |